# Bang & Olufsen
Bang & Olufsen (B&O) — данська компанія, що спеціалізується на розробці та виробництві фешенебельних аудіо-, відеосистем та телефонів класу Hi-End. Штаб-квартира та основні виробничі потужності розташовані у місті Струер, Данія. У 2004 році відкрито виробничий підрозділ у Чехії, у якому працюють понад 250 співробітників. Загальна кількість співробітників компанії станом на 2010 рік — 2 046.

## Рання історія
Компанія заснована в 1925 році Петером Бангом (дан. Peter Bang) і Свеном Олуфсеном (дан. Svend Olufsen). Першим випущеним приладом став радіоприймач Eliminator: він підключався в мережу змінного струму, при тому, що в той час більшість подібних приладів працювали на батарейках.
Петер Банг (1900–1957) цікавився радіоелектронікою з ранніх років: ставши інженером в 1924 році, він пропрацював понад пів року на одному з приладобудівних заводів США, де і зміг познайомитися з останніми досягненнями в улюбленій сфері. Після повернення в Данію він став спільно працювати зі Свеном Олуфсеном, одним зі своїх студентських друзів. Будинок Олуфсенов в Струері був спеціально обладнаний для наукових експериментів. Роком відкриття компанії став 1925: при цьому Банг більше уваги приділяв розвитку технологій, а Олуфсен — фінансовим питанням.

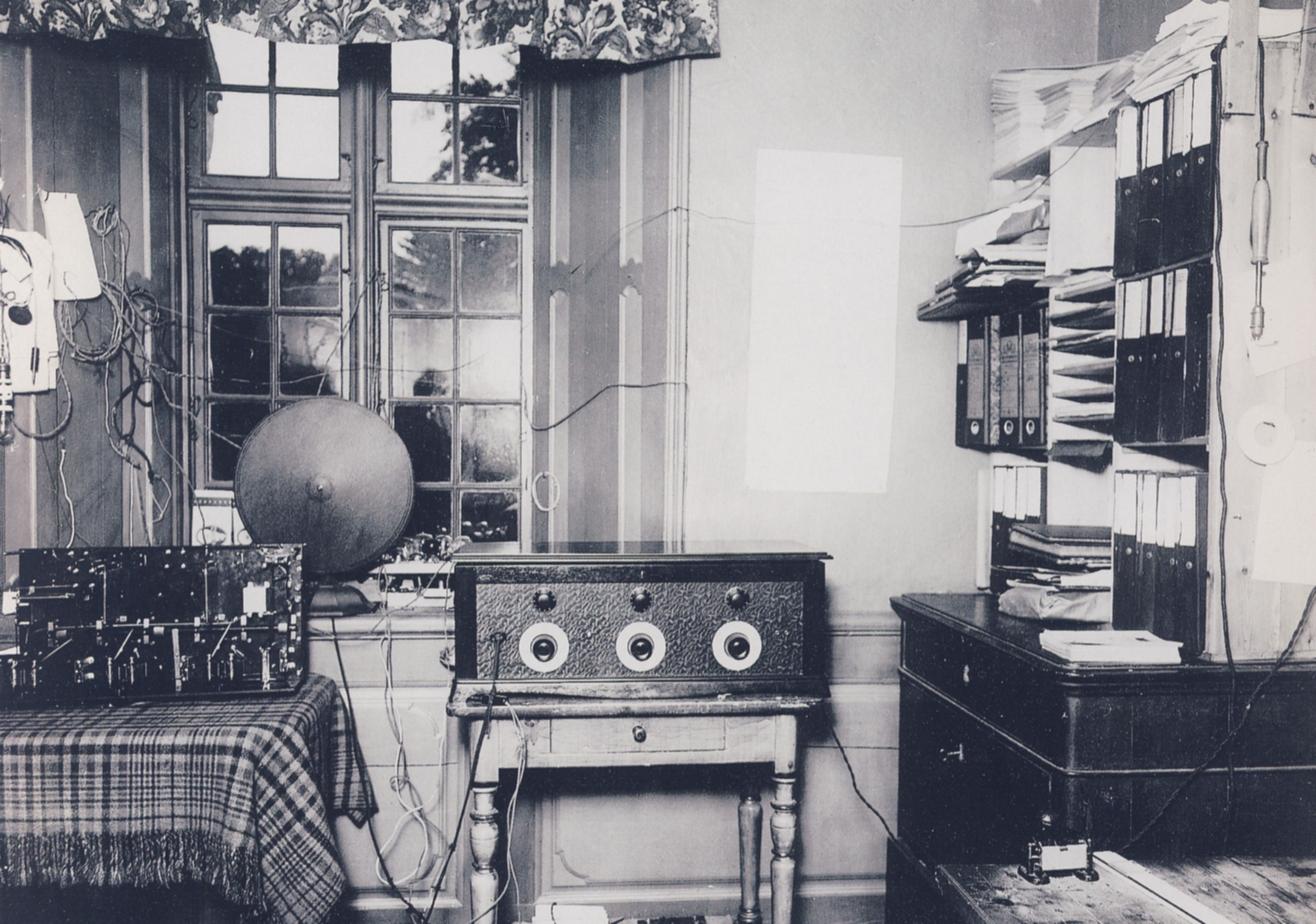
Перша лабораторія фірми, 1925 рік

Через 2 роки, в 1927 році, була відкрита невелика фабрика в Струері, на якій повинні були проводитися радіоприймачі. Фабрика була побудована з урахуванням можливої переорієнтації виробництва. Однак, на момент 2011 року, головний завод B&O досі розташовується на тій же фабриці в Струері.
В 1927 році Bang & Olufsen випустила радіоприймач 3lamper, а в 1929 — 5lamper: ці лампові приймачі отримали широку популярність за межами Струера. В 1930-ті роки B&O компанія відзначена технологічними інноваціями: в 1938 році випущений Master-39CH — перший у світі приймач з кнопковим управлінням, який можна було налаштувати на 16 радіостанцій. Активно розвивалася і система організації продажів, основні принципи організації авторизованої дилерської мережі, закладені Олуфсеном в 1930-ті роки, збережені компанією і використовуються і в XXI столітті.
Друга світова війна негативно позначилася на бізнесі Bang & Olufsen, зокрема, практично повністю була знищена фабрика в Струері. Проте вже до 1946 року виробництво вдалося повністю відновити. Під час війни Bang & Olufsen дещо розширили список своєї продукції: поряд з виробництвом приймачів увага стала приділятися і виготовленню рацій і військових телефонних апаратів.
В 1946 році випущений Beocord-84U, перший європейський котушковий магнітофон, а в 1950 році B&O представила пілотну модель телевізора.

## Після 1960
Стиль фірми на початку 1960-х став дещо губитися, можливо через те, що вона залишилася без своїх ідейних засновників. Нове обличчя B&O визначив дизайнер Девід Льюїс (англ. David Lewis). Він почав працювати в компанії з 1965 року і за час співпраці з компанією відзначився безліччю нагород, як данських, так і міжнародних. Класикою стали Beosystem AV-9000, Beovision Avant, відеосистеми LX, MX, колонки Red Line. Такі розробки Льюїса як Beocord VX-5000, Beolab-6000, Beovox Conor є постійними експонатами Музею сучасного мистецтва в Нью-Йорку.
В 1972 році компанія випускає свій перший програвач граммпластінок, з тангенціальним тонармом, цей програвач теж входить до списку експонатів Музею сучасного мистецтва. В 1978 році проводилася спеціалізована виставка продукції Bang & Olufsen — такою честю Музей сучасного мистецтва відзначав всього 5 компаній.
На початку 1980-х компанія отримує данську премію ID Prize, як компанія, яка допомагає підвищити престиж країни в очах світової громадськості.
В 2000-ні компанія стає постачальником звукових систем і радіоапаратури для автомобілів Audi, Aston Martin, Mercedes-Benz, BMW.

## Продукція
Всі лінійки приладів компанії мають приставку Beo-. При цьому техніка від Bang & Olufsen проста і зручна в користуванні: зовнішній вигляд моделей, випущених в 1960-х, на високому рівні навіть з урахуванням сучасних реалій.
- Beocord — серія касетних відео- та аудіо магнітофонів: B&O були піонерами впровадження касетних технологій.
- Beomaster — лінія приймачів: всі моделі відрізняються багатофункціональністю та гнучкістю в налаштуванні, багато хто має своєрідний пульт управління (англ. Master Control Panel); найбільш відомим приймачем цієї лінійки є Beomaster 1900, випущений в 1976 році.
- Beogram — серія вінілових програвачів і, пізніше, CD-плеєрів.
- Beolab — лінія активних, а Beovox — пасивних підсилювачів звуку і колонок.
- Beolit — серія портативних радіоприймачів.
- BeoCom, BeoTalk і BeoLine — лінії телефонів, автовідповідачів і аксесуарів до них.
- BeoVision — серія телевізорів.
- BeoSound — лінія музичних центрів і систем.
- BeoTime — серія пристроїв оповіщення.